# Động đất Nicaragua 2000
Động đất Nicaragua 2000 là trận động đất xảy ra vào lúc 13:30 (UTC-6), ngày 6 tháng 7 năm 2000. Trận động đất có cường độ 5,4 Mw, tâm chấn độ sâu khoảng 33 km. Hậu quả trận động đất đã làm 7 người chết, 42 người bị thương.